# Mobile Fidelity Sound Lab
La Mobile Fidelity Sound Lab (MFSL o MoFi) è una compagnia che produce ripubblicazioni di album classici, nota per le sue edizioni limitate in vinile, CD e SACD. Ha cominciato ad essere conosciuta nel 1978 grazie alle prime pubblicazioni, che consistevano nei concerti della Mystic Moods Orchestra. In seguito ha prodotto album precedenti (il cui primo fu Crime of the Century dei Supertramp del 1974) su supporti sempre più di qualità come musicassette, CD e anche nastro magnetico. Ma la prima vera pubblicazione fu nel 1982, quando hanno prodotto un box set dei Beatles che ha riscontrato un grande successo. Ad esso seguirono altri box set di Frank Sinatra e dei Rolling Stones. Nel 1999 vide la bancarotta ma venne comprata dalla Music Direct; le vendite nel ventunesimo secolo si sono risollevate, soprattutto grazie ad un rinnovato interesse per la musica in vinile.